# پکیجز لیمیتد
پکیجز لیمیتد (انگلیسی: Packages Limited) شرکت بسته‌بندی پاکستانی است، که در سال ۱۹۵۶ توسط سید بابر علی تأسیس شد.